# Бьертанский дар

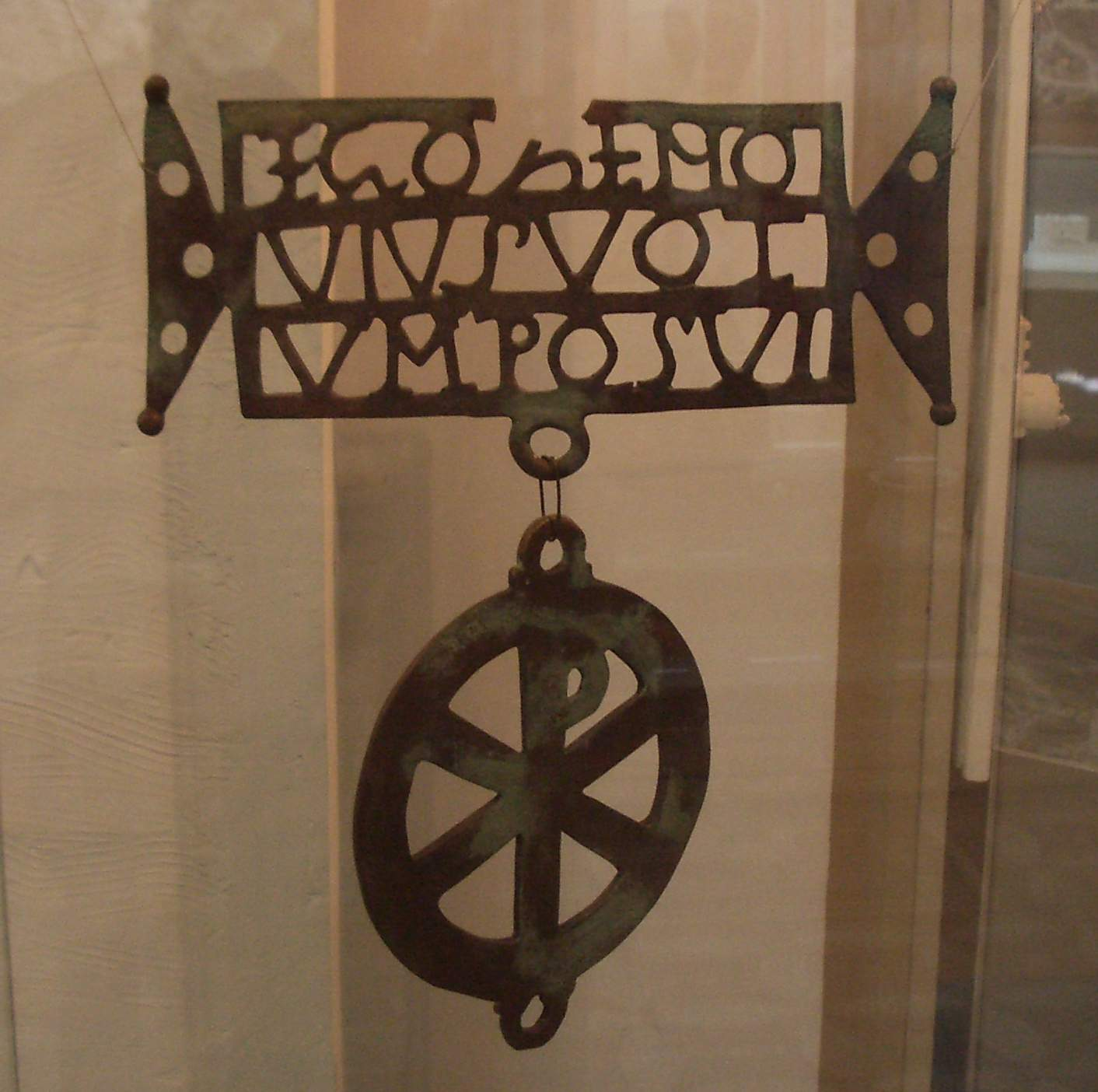
Бьертанский дар

Бьертанский дар (рум. Donariul de la Biertan) — древний римский канделябр, предположительно IV века н. э, обнаруженный в 1775 в Кимдрийском лесу в 5 км к югу от г. Бьертан близ Сибиу, Трансильвания, территория современной Румынии. Представляет собой один из литургических артефактов культового предназначения. Канделябр также содержит подвесную монограмму Иисуса Христа как свидетельство христианизации дако-римлян. Был обнаружен в Кимдрийском лесу в 5 км к югу от Бьертана. В свою коллекцию его надолго включил немецкий барон Самуэль фон Брукенталь из Сибиу. Экспонат до настоящего времени содержит Брукентальский музей.

## Описание
Имеет латинскую надпись «EGO ZENOVIUS VOTUM POSVI», что в переводе означает «Я, Зиновий, положил этот дар». Аналогичные надписи были обнаружены в Поролиссуме — «EGO …VIVS VOT(UM) P(OSUI)» и «SIS FELIX VTERE FELIX», в Мёзии — «GVARTINE VIVAS» — «Да здравствуй, Гвартини». По мнению большинства современных историков данные артефакты вкупе с другими археологическими свидетельствами являются свидетельствами непрерывного проживания дако-римлян на территории бывшей Римской Дакии и после эвакуации Аврелиана в 271—275 годах, а также распространения христианства среди оставшихся жителей. Народная латынь также продолжила свои функции, постепенно трансформируясь под влиянием автохтонного субстрата в балканскую латынь. К слову, в данной надписи обнаружено смешение b и v, типичное для многих романских языков. При этом ZENOVIUS написан вместо ZINOBIUS. По-видимому, в балканской латыни уже началась лениция интервокальной b, которая в проторумынском языке исчезнет вовсе.